# Dölsach
Dölsach è un comune austriaco di 2 319 abitanti nel distretto di Lienz, in Tirolo. Tra il 1938 e il 1945 aveva inglobato il comune di Iselsberg-Stronach.